# خسرو شجاع‌زاده
خسرو شجاع‌زاده (۱ خرداد ۱۳۲۴ – ۲۴ اسفند ۱۳۹۵) بازیگر ایرانی سینما و تلویزیون بود.

## زندگی
خسرو یکه شجاع‌زاده دانش‌آموخته رشته بازیگری از هنرکده هنرهای دراماتیک بود. وی بازی در سینما را از سال ۱۳۴۸ با بازی در فیلم گاو به کارگردانی داریوش مهرجویی آغاز نموده و در فیلم غریبه و مه بهرام بیضایی نقش اوّل مرد را بازی کرد.
شجاع‌زاده در سریال‌های متعددی همچون پدرسالار ایفای نقش کرده‌است.

## درگذشت
خسرو شجاع‌زاده در تاریخ سه شنبه ۲۴ اسفندماه ۱۳۹۵ به دلیل سکته مغزی در سن ۷۱ سالگی چشم از جهان فروبست.
پیکر وی روز ۲۶ اسفند ۱۳۹۵ پس از تشییع در قطعه ۸۸، ردیف ۱۴۴، شماره ۵۲۲ بهشت زهرا دفن شد.

## آثار

### سینما
- ۱۳۶۹ راز خنجر
- ۱۳۶۸ دل نمک
- ۱۳۶۷ آخرین لحظه
- ۱۳۶۷ آری چنین بود
- ۱۳۶۶ آن سوی آتش
- ۱۳۶۵ گودال
- ۱۳۶۱ برزخی‌ها
- ۱۳۵۳ غریبه و مه
- ۱۳۵۲ قیامت عشق
- ۱۳۴۹ تجاوز
- ۱۳۴۸ گاو

### تلویزیون
| سال       | نام                             | سمت             | کارگردان                                 | توضیحات |
| --------- | ------------------------------- | --------------- | ---------------------------------------- | --- |
| ۱۳۷۵      | خانه، محله، مدرسه               | بازیگر          | گروه کارگردانان به سرپرستی اسماعیل براری | از برنامه کودک و نوجوان شبکه ۱ پخش شد. |
| ۱۳۷۴–۱۳۷۵ | دبیرستان خضراء                  | بازیگر          | اکبر خواجویی                             | |
| ۱۳۷۲      | پدرسالار                        | بازیگر          | اکبر خواجویی                             | شبکه ۲ |
| ۱۳۶۹      | هشت بهشت                        | بازیگر          | اکبر خواجویی                             | شبکه ۲ |
| ۱۳۵۵      | مرد اول                         | بازیگر          | پرویز کاردان                             | |
| ۱۳۵۵      | اعتیاد                          | بازیگر کارگردان | خسرو شجاع‌زاده                            | |
| ۱۳۵۴      | تله تئاتر استعمال دخانیات ممنوع | کارگردان        | خسرو شجاع‌زاده                            | نویسنده: «علی نصیریان» کارگردان تلویزیونی: «مسعود فروتن» |
| ۱۳۴۹      | تله تئاتر «دیکته و زاویه»       | بازیگر          | داوود رشیدی                              | نویسنده: غلامحسین ساعدی کارگردان تلویزیونی: «حمید مصداقی» «پرویز فنی‌زاده»، «منوچهر فرید»، «نعمت اسداللهی» و «فرزان رابعی» هم در این نمایش تلویزیونی بازی کرده بودند. |
| ۱۳۴۳      | تله تئاتر «یک کلاغ، چهل کلاغ»   | بازیگر          | ؟                                        | «جمیله شیخی»، «ظفیره داداشیان»، «محمود رئوفی»، «فرزانه تأییدی»، «علی نصیریان»، «عزت‌الله انتظامی» و «مهین شهابی» هم در این نمایش تلویزیونی بازی کرده بودند.           |
| ۱۳۴۳      | تله تئاتر «کفاش پر جوش و خروش»  | بازیگر          | ؟                                        | «فرزانه تأییدی»، «جمشید مشایخی»، «محمود رئوفی» «پرویز فنی‌زاده»، «محمد نوری» و «مهین شهابی» هم در این نمایش تلویزیونی بازی کرده بودند.                                |